# Алексей Жеребков
Алексей Герасимович Жеребков (на руски: Алексей Герасимович Жеребков) е руски офицер, генерал от кавалерията, генерал-адютант. Участник в Руско-турската война (1877 – 1878).

## Биография
Алексей Жеребков е роден на 30 септември 1837 г. в станция Николаевска, 1-ви донски окръг в семейството на потомствения дворянин и офицер от Руската армия Герасим Петрович Жеребков. Ориентира се към военното поприще. Завършва 1-ви кадетски корпус (1857). Произведен е в първо офицерско звание корнет с назначение в лейбгвардейския Казашки полк.
Участва в потушаването на Полското въстание (1863 – 1864). Служи като командир на 3-ти Донски казашки полк (1869 – 1871), Донския казашки учебен полк (1871 – 1872). Фигел-адютант от 1872 г. Командир на Лейбгвардейския казашки полк (1872 – 1878).
Участва в Руско-турската война (1877 – 1878) като командир на лейбгвардейския Казашки полк (личен конвой на главнокомандващия Действуващата руска армия Николай Николаевич). В началото на юли 1877 г. е назначен за командир на Сборен отряд в състав: 3-та сотня от 30-и Донски казашки полк с командир есаул Иван Антонов, команда от Владикавказкоо-осетинския полк с командир поручик Александър Верещагин, 2-ри ескадрон от лейбгвардейския Казашки полк с командир щабротмистър Александър Муратов, 5-а сотня от 23-ти донски казашки полк с командир есаул Семьон Лавров и 1-ви артилерийски взвод от 6-а донска конна батарея с командир есаул Иван Луизов. Общо 480 войника и 2 оръдия. Заповедта е да действа в направлението Севлиево – Ловеч, да разпръсне османските подразделения и башибозушки тълпи, застрашаващи флангово Търново и да овладее Ловеч.
На 5/17 юли 1877 г. излиза със Сборния отряд от Севлиево. Около 9:30 часа разбива османските подразделения, съсредоточени при село Аканджилари. Продължава действията в посока Ловеч. От 13:30 до 18:00 часа води бой с Ловешкия османски гарнизон при село Куречли Павликяни) и укрепената височина Стратеш. По петите на панически бягащия противник Сборният отряд влиза и овладява Ловеч. На Табашкия площад е отслужен благодарствен молебен. Незабавно са организирани временно градско управление и въоръжена българска стража. За действията на Сборния отряд изпраща до главнокомандващия 2 донесения – на 5 юли от Севлиево и на 6 юли от Ловеч, които са първокласен исторически извор за Освобождението на Ловеч.
След войната продължава службата в Руската армия. Повишен е във военно звание генерал-майор от 1881 г. Командир на дивизион от Донския гвардейски казашки полк (1878 – 1881), лейбгвардейския своден Казашки полк (1881 – 1884), лейбгвардейския Казашки полк (1884 – 1886), 3-та бригада на 1-ва гвардейска кавалерийска дивизия (1886 – 1891). Повишен е във военно звание генерал-лейтенант от 1891 г. Окръжен началник на Таганрогския окръг на Донската казашка войска. Излиза в оставка с повишение във военно звание генерал от кавалерията през 1906 г.
Със започването на Първата световна война през 1914 г. се връща в армията. Щабен офицер с военно звание генерал-адютант. Подкрепя Февруарската революция в Русия от 1917 г. Уволнява се от армията и емигрира в Югославия.
Умира през 1922 г. в град Банат. Погребан е в село Кисаче, до град Нови Сад.
Улица в Ловеч е наименувана Полковник „Алексей Жеребков“.

## Военни звания
- корнет (1857)
- поручик (1859)
- щабротмистър (1862)
- подполковник (1864)
- полковник (1871)
- генерал-майор (1881)
- генерал-лейтенант (1891)
- генерал от кавалерията (1906)
- генерал-адютант (1914)

## Награди
- Орден „Свети Владимир“ IV ст. (1863)
- Златно оръжие „За храброст“ (1863)
- Орден „Свети Владимир“ III ст. (1877)
- Орден „Свети Станислав“ I ст. (1880)
- Орден „Света Анна“ I ст. (1884)
- Орден „Свети Владимир“ II ст. (1887)
- Орден „Бял орел“ (1902)